# Estação Póvoa de Varzim

A Estação Póvoa de Varzim é parte do Metro do Porto. Atualmente parte da Linha da Póvoa, ela foi passagem da antiga ligação da linha ferroviária Porto-Póvoa-Famalicão, encerrada em 1995. Serve a cidade da Póvoa de Varzim.